# 12. duben
12. duben je 102. den roku podle gregoriánského kalendáře (103. v přestupném roce). Do konce roku zbývá 263 dní. Svátek má Julius.

## Události

### Česko
- 1012 – Oldřich z rodu Přemyslovců sesadil, oslepil a vyhnal knížete Jaromíra ze země, sám pak usedl na knížecí stolec.
- 1835 – V pražské Královské oboře na dráze dlouhé jednu anglickou míli byly uspořádány první moderní dostihy v Praze.
- 1781 – Položen základní kámen obce Německé (dnes Nové) Kopisty.
- 1930 – Premiéra poslední Janáčkovy opery Z mrtvého domu v Brně. Libreto si napsal Janáček podle románu F. M. Dostojevského.
- 1941 – Premiéra českého filmu režiséra Jana Svitáka Přednosta stanice s Vlastou Burianem v hlavní roli.
- 1943 – Tatra Kopřivnice předala zástupcům říšského Vrchního velení ozbrojených sil (Oberkommando des Heeres) první exemplář vozu Tatra 111.
- 1945 – Při sovětském náletu na Brno zemřely desítky lidí.
- 1963 – Národní shromáždění schválilo zákon o nové organizaci řízení zemědělství.
- 1976
  - Ve dnech 12.-16.4. se v Praze konal XV. Sjezd Komunistické strany Československa. Zaměřil se především na otázky hospodářské a sociální politiky.
  - Byly vyhlášeny CHKO České středohoří, CHKO Kokořínsko a CHKO Lužické hory.
- 1990 – založení Výboru dobré vůle Olgou Havlovou
- 2010 – Byla zahájena stavba nového úseku pražského metra na lince A ze stanice Dejvická do stanice Motol.
- 2024 – Horolezkyně Klára Kolouchová jako první Češka stanula na vrcholu Annapurny.

### Svět
- 0065 – Římský filozof Seneca je odsouzen císařem Nerem k smrti za to, že se údajně podílel na takzvaném Pisonově spiknutí (ačkoli to ve skutečnosti není pravděpodobné), je donucen k sebevraždě. Podřeže si žíly.
- 0240 – Šápúr I. se stal spoluvladařem Sásanovského císařství se svým otcem Ardašírem I.
- 0352 – Julius I. končí jako 35. katolický papež
- 0467 – Anthemius je povýšen na císaře Západořímské říše
- 0627 – Král Edwin Northumbrijský je konvertován ke křesťanství biskupem Paulinem z Yorku
- 1065 – Poutníci, vedení biskupem Güntherem z Bambergu, dorazili do Jeruzaléma
- 1204 – Armáda 4. křížové výpravy dobyla a pustoší Konstantinopol, ustanovila Latinské císařství
- 1229 – Francouzská regentka, královna Blanka Kastilská, a hrabě Raimond VII. z Toulouse podepsali mírovou dohodu
- 1545 – Francouzský král František I. přikázal zabít všechny protestanty ve městě Vaudois
- 1557 – Třetí největší město dnešního Ekvádoru Cuenca je založeno
- 1583 – Vilém I. Oranžský si bere za ženu Louisu de Coligny
- 1606 – Anglický král Jakub VI. vydává zákon, že ode dneška všechny anglické a skotské lodě musí plout pod novou anglickou vlajkou tzv. Union Jack.
- 1633 – Začíná inkviziční soud s Galileo Galilei obžalovaného za kacířství. Velký inkvizitor páter Vincenzo Maculano da Firenzuola, jmenovaný papežem Urbanem VIII. zahájil první z řady výslechů před papežským soudem, kde se zpochybňovaly Galileovy teorie a názory.
- 1682 – Francouzský fyzik Denis Papin pro britskou Královskou společnost předvedl vaření masa a omáček v parním extraktoru s pojistným ventilem – toto zařízení se později stalo obecně známým pod názvem Papinův hrnec.
- 1779 – Francie podepisuje tajnou dohodu se Španělskem a plánují útok na Anglii. „Připojíme se ke smlouvě, pokud Francie pomůže Španělsku získat Gibraltar," podmiňuje Madrid svůj podpis. Španělská Armada s francouzskou flotou plánují útok na 3.6. 1779.
- 1861 – Jednotky Konfederace zahájily útok na pevnost Fort Sumter u Charlestonu, čímž vznikl casus belli pro rozpoutání Americké občanské války.
- 1887 – Premiéra hry Henrika Ibsena Rosmersholm v Oslo.
- 1900 – Portoriko přestalo být závislé na USA a stalo se svobodným územím.
- 1937 – Sir Frank Whittle otestoval první proudový motor určený k pohánění letadel.
- 1954 – „Den zrození rokenrolu“: Bill Haley & His Comets nahráli svou verzi písně Rock around the clock, hitem se však stala až o rok později díky filmu Džungle před tabulí (angl. Blackboard Jungle).
- 1961 – Nadporučík Jurij Alexejevič Gagarin jako první pobýval ve vesmíru a obletěl zeměkouli. Historický let na kosmické lodi Vostok 1 trval 108 minut. Od roku 1969 se z rozhodnutí Mezinárodní letecké federace slaví tento den jako Mezinárodní den kosmonautiky.
- 1980 – Mladý, na smrt nemocný kanadský atlet Terry Fox začal svůj Maratón naděje, v němž uběhl během 143 dnů více než 5300 km.
- 1981 – První start raketoplánu Columbia začal novou éru letů do vesmíru. První let raketoplánu trval 2 dny (36 obletů Země).

## Narození

### Česko

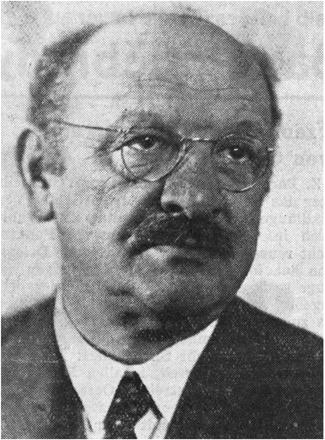
Oskar Fischer (* 1876)

- 1537 – Eva z Rožmberka, česká šlechtična († 1591)
- 1693 – Siard Nosecký, strahovský premonstrát a malíř († 28. ledna 1758)
- 1744 – Karel Rafael Ungar, kněz a knihovník († 14. července 1807)
- 1778 – Jan Václav Chmelenský, český hudební skladatel († 4. února 1864)
- 1808 – Jan Pavel Martinovský, hudební skladatel († 7. listopadu 1873)
- 1820 – Eberhard Jonák, český právník, ekonom a politik († 11. října 1879)
- 1828 – Giovanni Kminek-Szedlo, italský egyptolog českého původu († 24. listopadu 1896)
- 1839 – Julius Lippert, rakouský a český historik a politik († 12. listopadu 1909)
- 1844 – Beneš Knüpfer, český malíř († 18. listopadu 1910)
- 1845 – Josef Maria Baernreither, český předlitavský soudce a politik († 19. září 1925)
- 1867 – František Okleštěk, československý politik († 8. února 1936)
- 1870 – Josef Pekař, významný historik, zejména období husitství († 23. ledna 1937)
- 1871 – Július Klimko, československý politik († 15. března 1964)
- 1874 – Antonín Hampl, ministr veřejných prací Československa († 17. května 1942)
- 1876
  - Oskar Fischer, psychiatr a neuropatolog († 28. února 1942)
  - Antonín Zelnitius, učitel a amatérský archeolog († 3. března 1957)
- 1880 – Josef Bechyně, vzpěrač a zápasník († 1. srpna 1934)
- 1890 – Jana Kovaříková, česká herečka († 23. května 1960)
- 1901 – Milča Mayerová, tanečnice a choreografka († 12. září 1977)
- 1907 – Hans Hofer, česko-rakouský herec a režisér († 26. dubna 1973)
- 1913 – Štefan Bíro, československý fotbalista († 14. března 1954)
- 1922 – Jaroslav Solnička, vedoucí produkce a výroby († 29. červenec 2012)
- 1923
  - Josef Langmiler, divadelní a filmový herec († 8. srpna 2006)
  - Jaroslav Vaniš, historik († 13. ledna 1993)
- 1924 – Jaroslav Koliha, malíř († 9. září 2014)
- 1927 – Jindřich Pokorný, překladatel, editor a spisovatel († 2014)
- 1929 – Jaroslav Papoušek, český malíř, sochař, scenárista a režisér († 17. srpna 1995)
- 1932 – Věra Soukupová, česká pěvkyně
- 1936 – Jan Faltýnek, český herec, šansoniér a bavič († 12. prosince 1995)
- 1938 – Zbyšek Sion, český malíř a grafik
- 1942 – Miki Ryvola, trampský písničkář, zpěvák a kytarista
- 1944
  - Jaroslav Zavadil, český odborový předák
  - Karel Kryl, český zpěvák a kytarista († 3. března 1994)
- 1947 – Antonín Kratochvíl, český portrétní a reportážní fotograf
- 1949
  - Petr David, český spisovatel a žurnalista
  - Ota Jirák, český herec a moderátor
- 1950 – Petr Dvořák, český hudebník, skladatel
- 1952 – Prokop Remeš, český lékař, gynekolog, psychoterapeut a religionista
- 1955 – Marcela Levinská, česká malířka
- 1957 – Milan Šteindler, humorista, herec, scenárista a režisér
- 1958 – Karel Stromšík, československý fotbalový reprezentant
- 1979 – Martin Galia, házenkář

### Svět

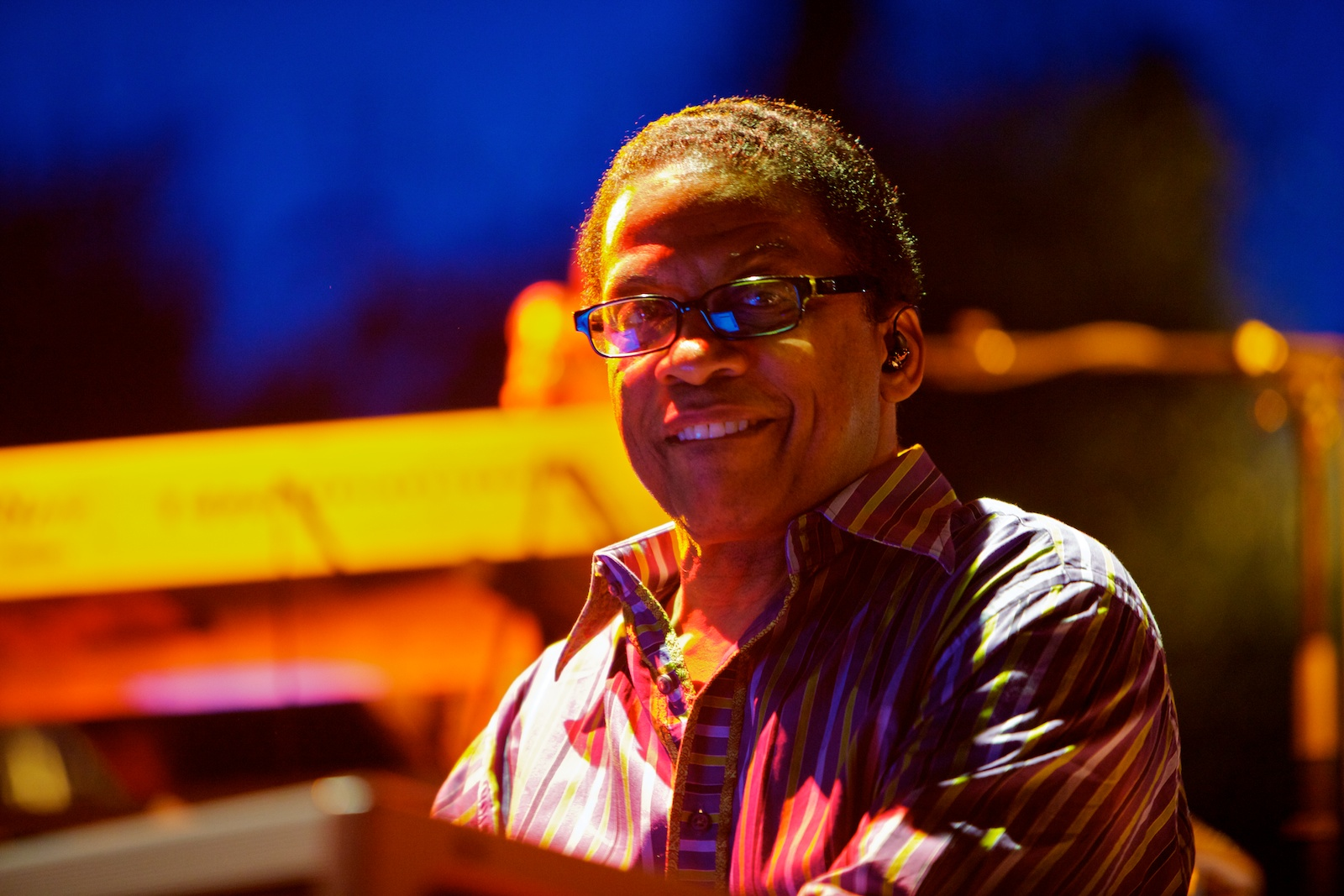
Herbie Hancock (* 1940)

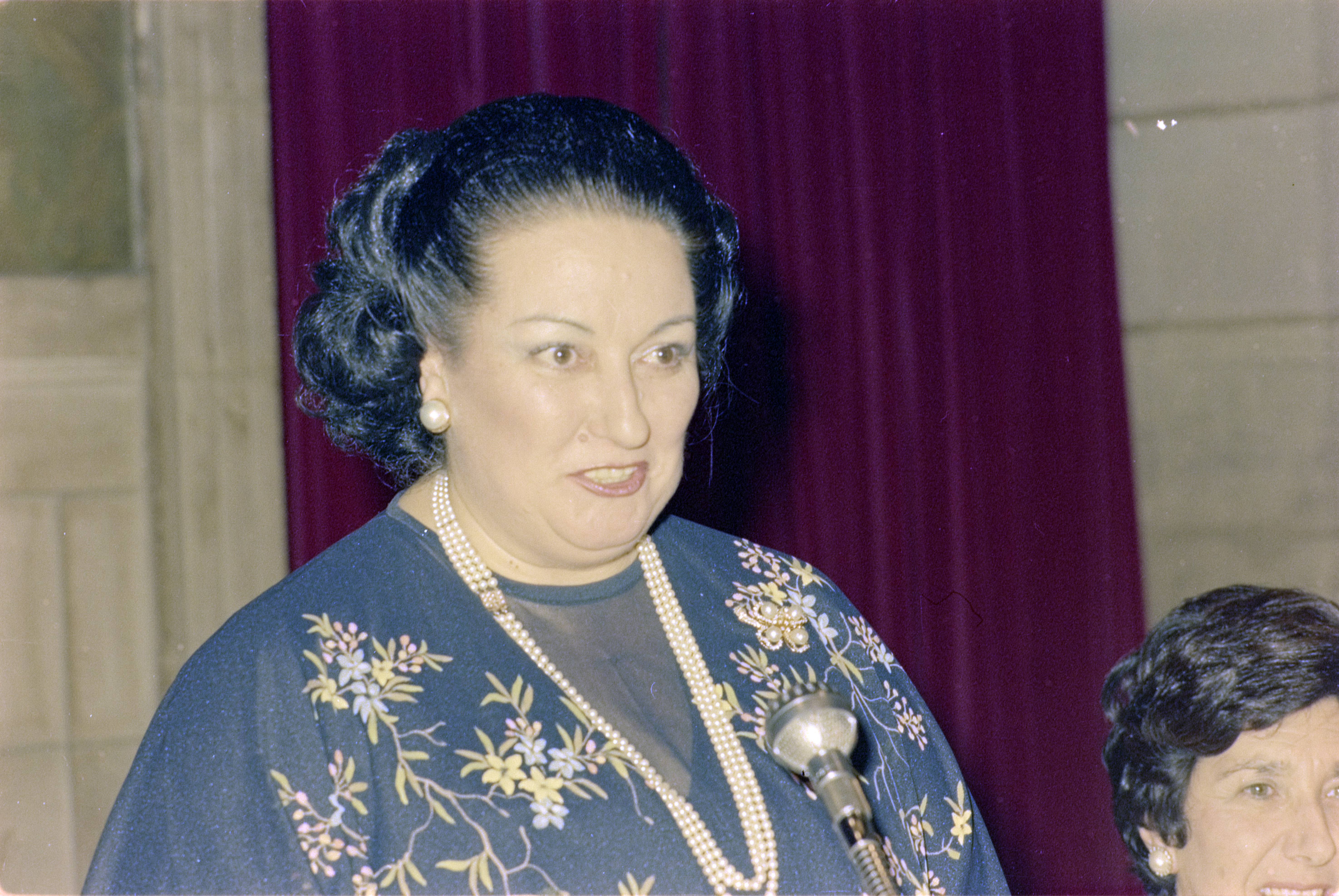
Montserrat Caballé (1933–2018)

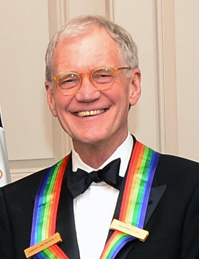
David Letterman (* 1947)

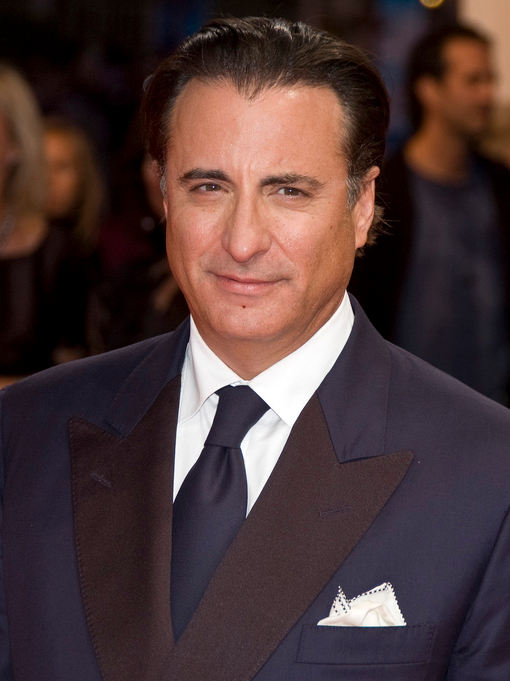
Andy Garcia (* 1956)

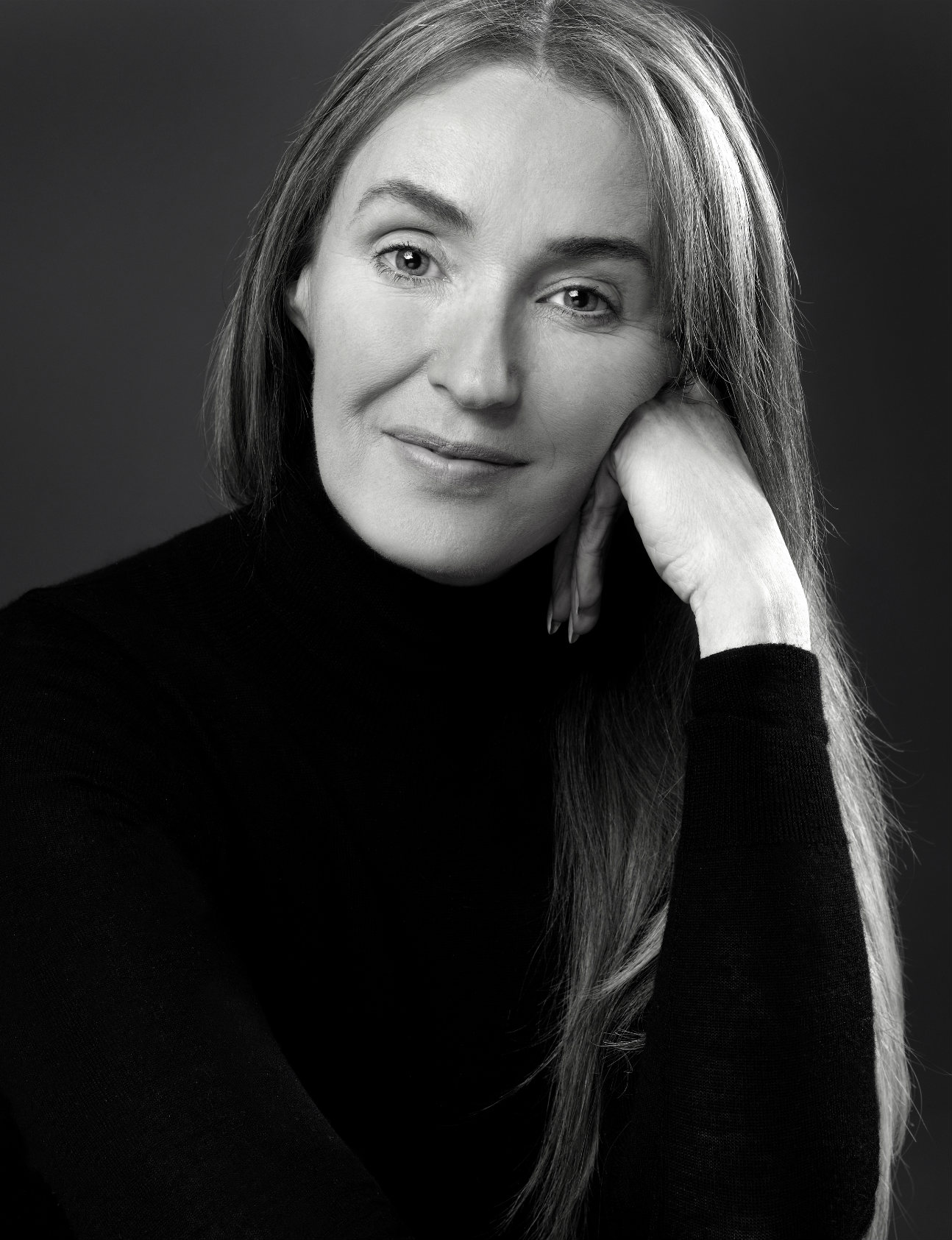
Lisa Gerrardová (* 1961)

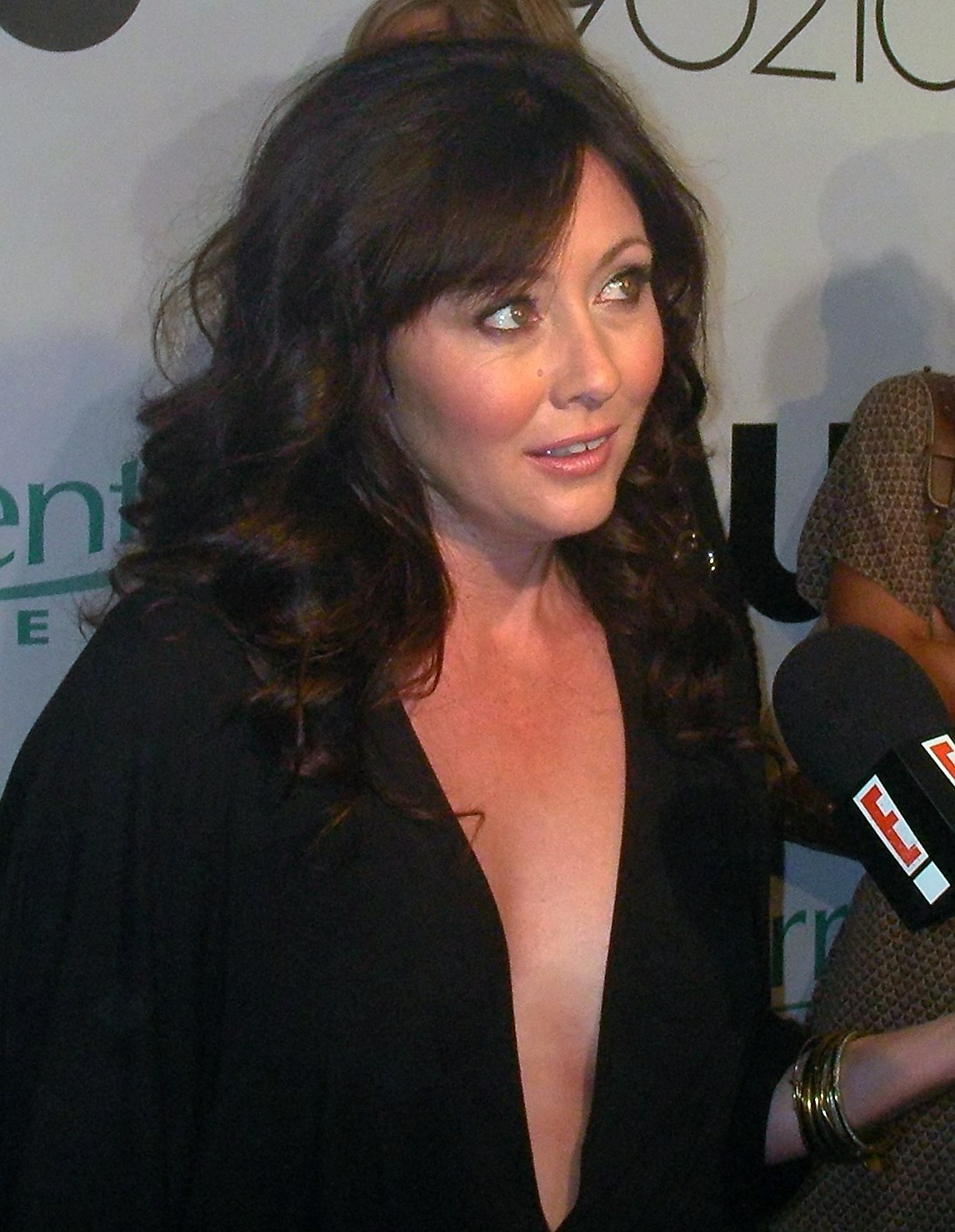
Shannen Doherty (* 1971)

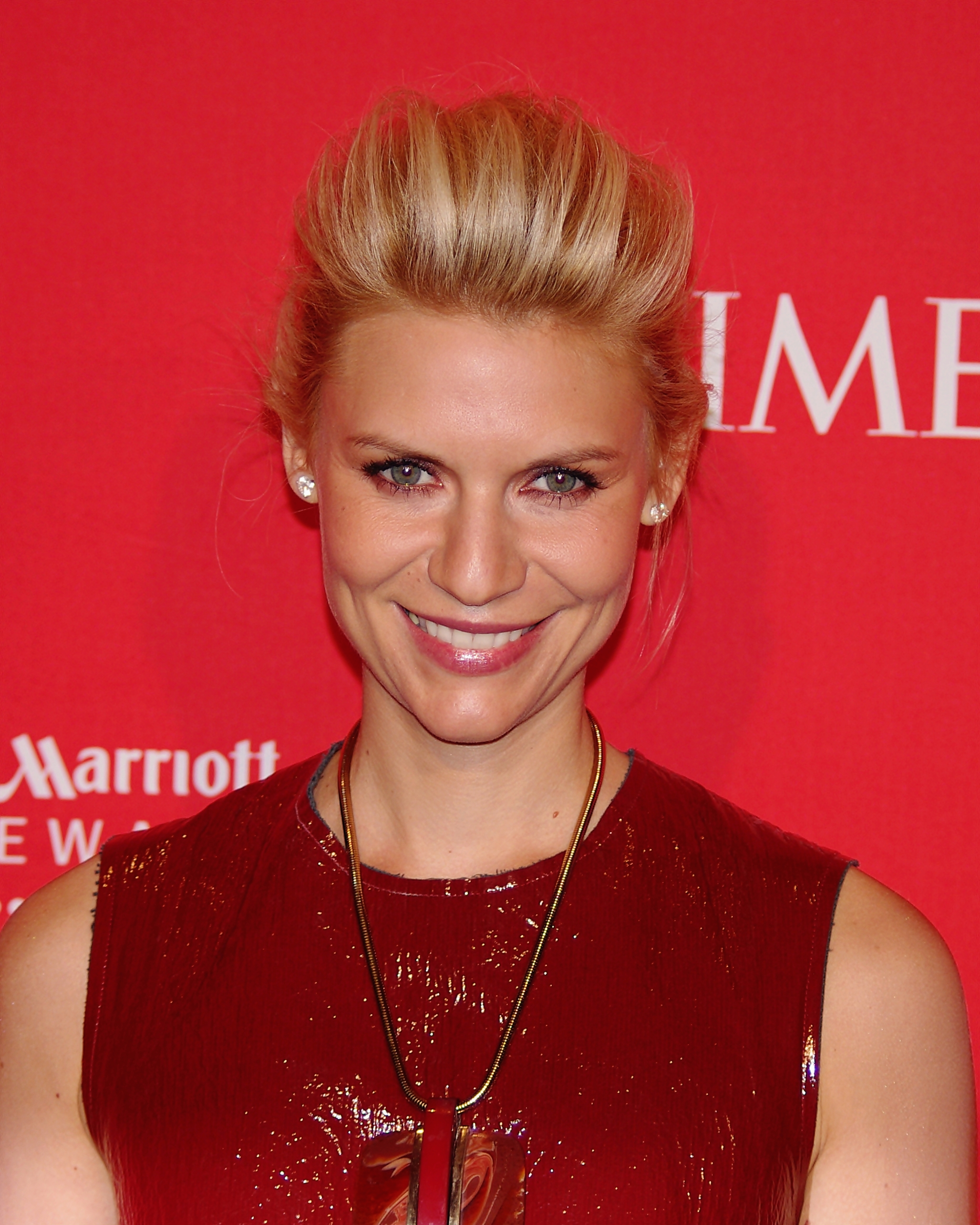
Claire Danesová (* 1979)

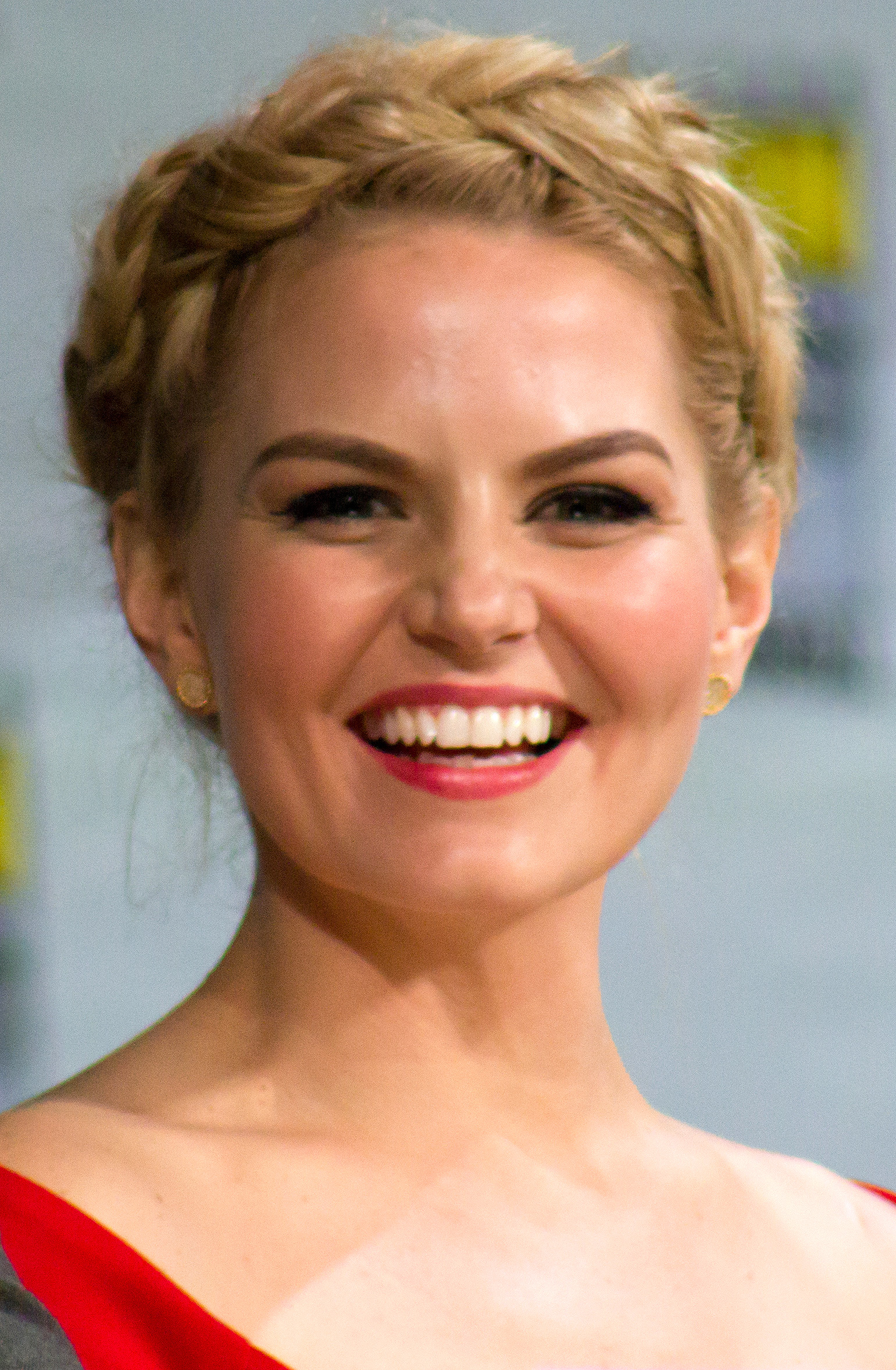
Jennifer Morrison (* 1979)

- 1116 – Richenza Polská, švédská královna, kněžna z Minsku († 1156)
- 1484 – Antonio da Sangallo mladší, italský renesanční architekt († 3. srpna 1546)
- 1577 – Kristián IV. Dánský, král Dánska a Norska († 28. února 1648)
- 1716 – Felice de Giardini (Degiardino), italský houslista a hudební skladatel († 8. června 1796)
- 1721 – Juraj Pavlín Bajan, slovenský kněz, kazatel, varhaník a hudební skladatel († 15. července 1792)
- 1723 – Franz Anton Bustelli, německý keramik († 18. dubna 1763)
- 1727 – Gaspare Gabellone, italský skladatel († 22. března 1796)
- 1748 – Antoine Laurent de Jussieu, francouzský botanik († 17. září 1836)
- 1801 – Josef Lanner, rakouský skladatel († 14. dubna 1843)
- 1820 – Emerich z Thurn-Taxisu, rakouský generál a šlechtic z rodu Thurn-Taxisů († 28. července 1900)
- 1823 – Alexander Nikolajevič Ostrovskij, ruský dramatik († 14. června 1886)
- 1829 – Julius von Horst, rakousko-uherský generál a předlitavský politik († 6. února 1904)
- 1831 – Constantin Meunier, belgický malíř a sochař († 4. dubna 1905)
- 1839
  - Victorin de Joncières, francouzský hudební skladatel a kritik († 10. června 1903)
  - Nikolaj Michajlovič Prževalskij, ruský cestovatel, generál († 1. listopadu 1888)
- 1852 – Ferdinand von Lindemann, německý matematik († 6. března 1939)
- 1855
  - Zdzisław Morawski, polský literární historik, státní úředník a politik († 21. února 1928)
  - Rudolf von Schuster-Bonnott, předlitavský státní úředník, bankéř a politik († 31. května 1930)
- 1869 – Henri Landru, francouzský sériový vrah († 25. února 1922)
- 1871 – Ioannis Metaxas, řecký diktátor a ministr († 29. ledna 1941)
- 1877 – Alfredo Guzzoni, italský generál († 15. dubna 1965)
- 1879 – Ernst Wandersleb, německý fyzik, fotograf, vzduchoplavec a horolezec († 2. května 1963)
- 1881 – Rudolf Ramek, rakouský kancléř († 24. července 1941)
- 1883
  - Clarence Irving Lewis, americký filozof a logik († 3. února 1964)
  - Imogen Cunninghamová, americká fotografka († 24. června 1976)
- 1884 – Otto Fritz Meyerhof, německý lékař a biochemik, Nobelova cena 1922 († 6. října 1951)
- 1885 – Hermann Hoth, generálplukovník Wehrmachtu († 26. ledna 1971)
- 1886 – Robert Delaunay, francouzský kubistický malíř († 25. října 1941)
- 1891 – Pierre Allorge, francouzský botanik († 21. ledna 1934)
- 1892 – Henry Darger, americký spisovatel a výtvarník († 13. dubna 1973)
- 1893 – Albert McCaffery, kanadský reprezentační hokejový útočník († 15. dubna 1955)
- 1902 – Louis Beel, premiér Nizozemska († 11. února 1977)
- 1903
  - Jan Tinbergen, nizozemský ekonom, Nobelova cena za ekonomii 1969 († 9. června 1994)
  - František Krištof Veselý, slovenský herec, zpěvák a režisér († 13. března 1977)
- 1914 – Adriaan Blaauw, nizozemský astronom († 1. prosince 2010)
- 1915 – Hound Dog Taylor, americký bluesový kytarista a zpěvák († 17. prosince 1975)
- 1917 – Belo Polla, slovenský historik, archeolog a archivář († 16. srpna 2000)
- 1919 – István Anhalt, maďarsko-kanadský hudební skladatel († 24. února 2012)
- 1924
  - Peter Safar, rakouský anesteziolog († 2. srpna 2003)
  - Raymond Barre, francouzský politik, premiér 1976–1981 († 25. srpna 2007)
- 1930
  - Myroslav Popovyč, ukrajinský filosof a historik († 10. února 2018)
  - José Asenjo Sedano, španělský novinář, spisovatel a právník († 12. srpna 2009)
- 1931 – Miroslav Bázlik, slovenský hudební skladatel a klavírista
- 1932 – Jean-Pierre Marielle, francouzský herec († 24. dubna 2019)
- 1933 – Montserrat Caballé, katalánsko-španělská operní pěvkyně († 6. října 2018)
- 1936 – Charles Napier, americký herec († 5. října 2011)
- 1939 – Ilan Chet, izraelský mikrobiolog
- 1940 – Herbie Hancock, americký jazzový pianista
- 1941 – Bobby Moore, anglický fotbalista († 24. února 1993)
- 1942
  - Carlos Reutemann, argentinský automobilový závodník
  - Jacob Zuma, prezident Jihoafrické republiky
- 1944
  - John Kay, kanadský zpěvák, skladatel a kytarista
  - Ľubomír Roman, slovenský herec a politik († 13. března 2022)
- 1945 – Miller Anderson, britský bluesový a rockový zpěvák a kytarista
- 1946
  - George Robertson, generální tajemník NATO
  - Edward „Ed“ O'Neill, americký herec, atletik a bývalý učitel
- 1947
  - Martin Brasier, anglický paleobiolog a astrobiolog († 16. prosince 2014)
  - David Letterman, americký komik a moderátor
  - Tom Clancy, americký spisovatel († 1. října 2013)
- 1948 – Joschka Fischer, německý politik
- 1950
  - Joyce Bandaová, prezidentka Malawi
  - Gary Robertson, novozélandský veslař, olympijský vítěz
  - David Cassidy, americký zpěvák a herec († 21. listopadu 2017)
- 1951 – Werner Possardt, německý herec, scenárista a režisér († 31. prosince 2004)
- 1954 – Jon Krakauer, americký spisovatel a horolezec
- 1955
  - Jean-Louis Aubert, francouzský zpěvák, kytarista a hudební skladatel
  - Viktor Arnar Ingólfsson, islandský spisovatel detektivních románů
- 1956
  - Herbert Grönemeyer, německý hudebník a herec
  - Andy García, kubánsko-americký herec
- 1957 – Vince Gill, americký country zpěvák a kytarista
- 1961
  - Lisa Gerrard, australská zpěvačka a skladatelka
  - Carlos Sainz, španělský automobilový závodník v rally
- 1962
  - Art Alexakis, americký zpěvák a kytarista, člen hudební skupiny Everclear
  - Pavol Habera, slovenský zpěvák
- 1971 – Shannen Doherty, americká herečka († 13. července 2024)
- 1972 – Marco Goecke, německý choreograf
- 1978 – Guy Berryman, anglický baskytarista, člen britské hudební skupiny Coldplay
- 1979
  - Jennifer Morrison, americká herečka, modelka a filmová producentka, která se proslavila jako A. Cameronová v populárním seriálu Dr. House
  - Claire Danesová, americká herečka
  - Mateja Kežman, srbský fotbalista
- 1980 – Erik Mongrain, kanadský skladatel a kytarista
- 1983
  - Jelena Dokićová, australská tenistka
  - Olga Šalagina, ukrajinská sportovní lezkyně
- 1987 – Brendon Urie, člen americké hudební skupiny Panic! at the Disco

## Úmrtí

### Česko
- 1125 – Vladislav I., český kníže

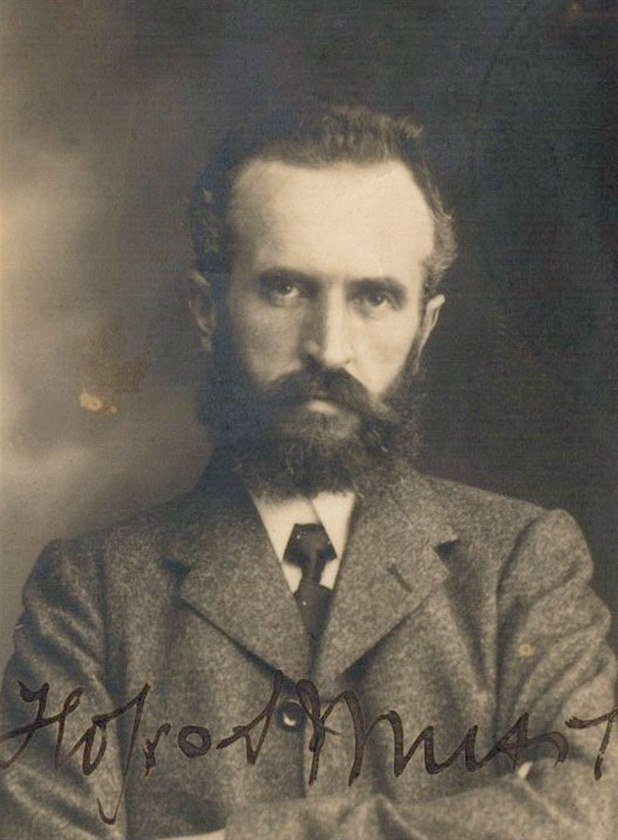
Alois Musil († 1944)

- 1570 – Jan mladší Popel z Lobkovic, nejvyšší komorník Království českého (* 8. listopadu 1510)
- 1709 – Jaroslav Ignác Šternberk, litoměřický biskup (* 23. května 1643)
- 1840 – František Antonín Gerstner, česko-rakouský geodet a stavitel železnic (* 11. května 1795)
- 1860 – Bedřich Franz, fyzik, matematik a fotograf (* 1. prosince 1796)
- 1883 – Antonín Wildt, český sochař (* 11. června 1830)
- 1891 – Leo Nagel, český právník, spisovatel a politik německé národnosti (* 15. března 1835)
- 1896 – František Hartl, poslanec Českého zemského sněmu (* 1833)
- 1901 – Otakar Lebeda, český malíř (* 8. května 1877)
- 1903 – Jan Nevole, architekt (* 15. dubna 1812)
- 1914 – Josef Nešvera, český hudební skladatel (* 24. října 1842)
- 1916 – Eduard Redlhammer, rakouský a český podnikatel a politik (* 22. února 1829)
- 1922 – František Ondříček, český houslista a hudební skladatel (* 29. dubna 1857)
- 1927 – Bartoloměj Navrátil, český matematik a fyzik (* 1. září 1848)
- 1939
  - Jan Vladimír Hráský, rektor Českého vysokého učení technického (* 24. dubna 1857)
  - František Nachtikal, český fyzik a pedagog (* 1. prosince 1874)
- 1942 – Bedřich Jahn, český advokát a divadelní ředitel (* 8. března 1876)
- 1944 – Alois Musil, orientalista a arabista (* 30. června 1868)
- 1945
  - Josef Mareš, poslanec a starosta Znojma (* 17. října 1885)
  - Jaromír Sedláček, děkanem právnické fakulty v Brně (* 2. září 1885)
  - Vilém Mathesius, jazykovědec a literární historik (* 3. srpna 1882)
- 1946
  - František Kočí, soudce a vrchní ředitel věznice Bory (* 27. listopadu 1880)
  - Karel Dvořák, novinářský fotograf (* 8. ledna 1859)
- 1951 – Bohuslav Hostinský, český matematik (* 5. prosince 1884)
- 1956 – Alois Kudrnovský, teolog (* 20. června 1875)
- 1959 – Emanuel Jaroš, český hudební skladatel a pedagog (* 5. února 1882)
- 1960 – František Forst, český hudební skladatel (* 2. června 1891)
- 1971 – Josef Gruss, herec a spisovatel-humorista (* 9. března 1908)
- 1979 – Karel Anton, herec, scenárista, režisér a producent (* 25. října 1898)
- 1982 – Ladislav Hruzík, ministr lesního a vodního hospodářství České republiky (* 29. září 1922)
- 1985 – Václav Vaněček, český právník a právní historik (* 10. července 1905)
- 1992 – Vlastimil Hašek, herec (* 7. června 1928)
- 1993
  - Alena Kreuzmannová, herečka (* 15. října 1929)
  - Emil Synek, spisovatel (* 7. září 1903)
- 2002 – Jiřina Sedláčková, herečka, zpěvačka a manekýnka (* 14. května 1914)
- 2003 – Zdeněk Jirotka, český spisovatel a fejetonista (* 7. ledna 1911)
- 2007
  - Karel Štorkán, český spisovatel a scenárista (* 5. května 1923)
  - Jiří Rulf, básník, prozaik, literární kritik a publicista (* 22. března 1947)
- 2009 – Miroslav Doležal, český herec (* 10. února 1919)
- 2010 – Běla Kolářová, česká fotografka (* 24. března 1923)
- 2011
  - Miroslav Tichý, malíř a fotograf (* 20. listopadu 1926)
  - Karel Janský, český herec (* 28. dubna 1944)
- 2014 – Jan Chmelík, novinář, konferenciér, publicista a spisovatel (* 11. září 1930)
- 2019 – Zuzana Skalníková, herečka (* 20. června 1949)
- 2020 – Jitka Borkovcová, zvuková režisérka (* 18. prosince 1936)
- 2024 – Olga Fikotová, diskařka, olympijská vítězka (* 13. listopadu 1932)

### Svět

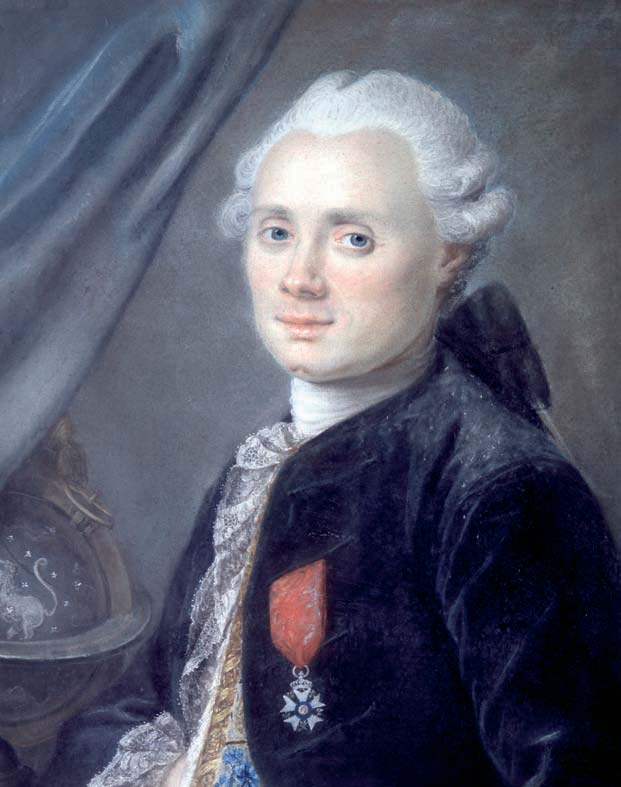
Charles Messier († 1817)

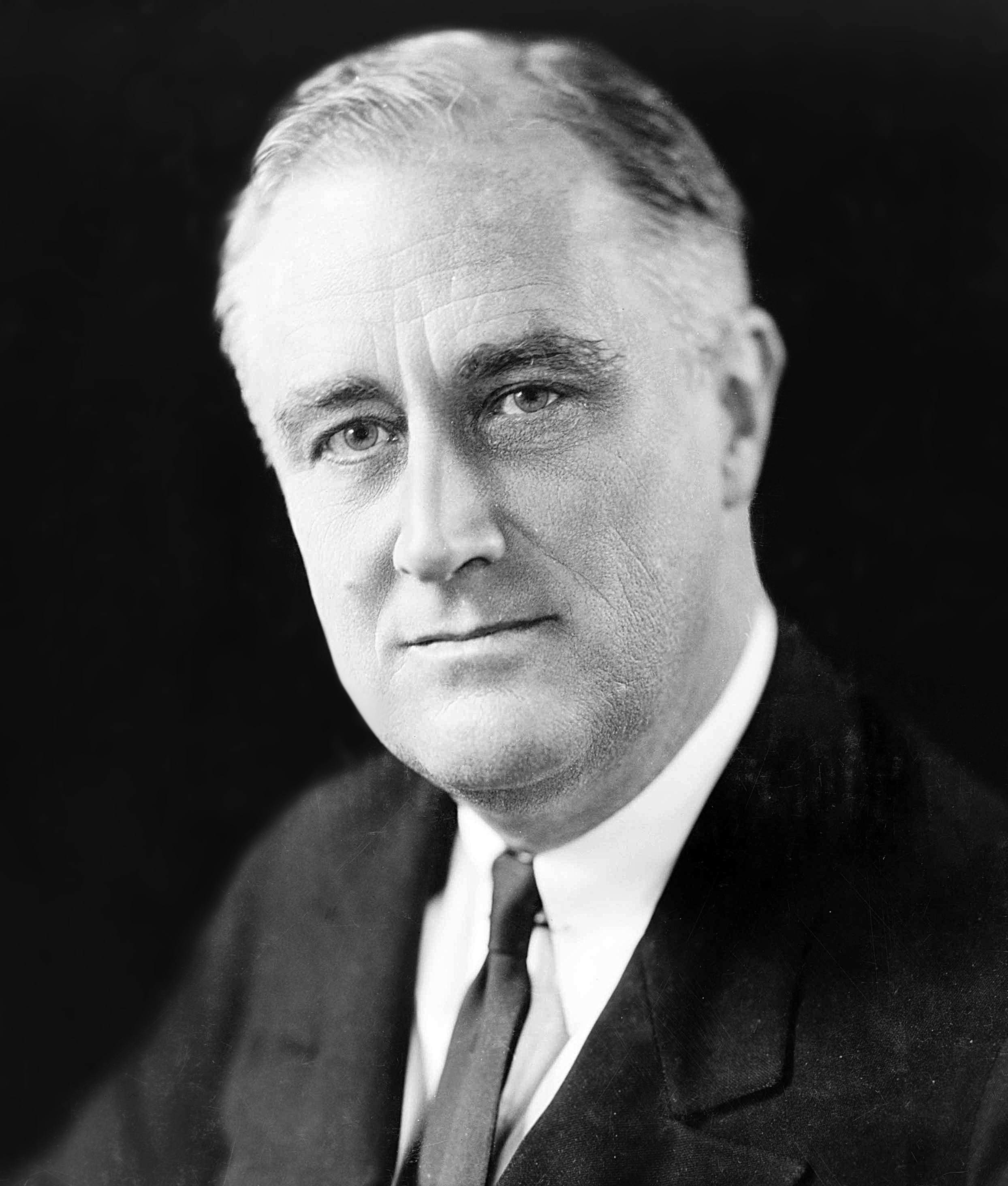
F. D. Roosevelt († 1945)

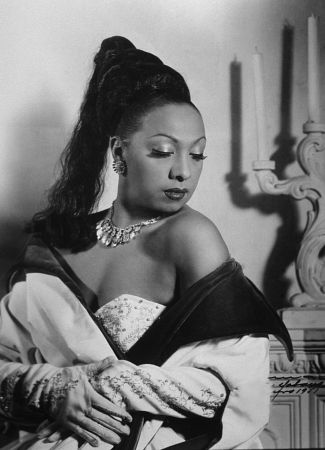
Josephine Baker († 1975)

- 0352 – Julius I., papež katolické církve
- 0372 – Svatý Sabbas, rumunský křesťanský mučedník a světec (* 333)
- 1411 – Robert I. z Baru, vévoda z Baru (* 8. listopadu 1344)
- 1544 – Balthasar Resinarius, německý skladatel církevní hudby (* 1486)
- 1555 – Jana I. Kastilská, kastilská královna, manželka Filipa I. Kastilského (* 6. listopadu 1479)
- 1704 – Jacques-Bénigne Bossuet, francouzský teolog, politik a spisovatel (* 27. září 1627)
- 1782 – Pietro Metastasio, italský spisovatel a básník (* 13. ledna 1698)
- 1788 – Carlo Antonio Campioni, italský houslista, hudební skladatel a dirigent (* 16. listopadu 1720)
- 1808 – Henri d'Ormesson, francouzský politik (* 8. května 1751)
- 1811 – D'Ewes Coke, anglický farmář, uhlobaron a filantrop (* 1747)
- 1817 – Charles Messier, francouzský astronom (* 26. června 1730)
- 1855 – Pedro Albéniz, španělský klavírista a hudební skladatel (* 14. dubna 1795)
- 1860 – Arnošt I. z Hohenlohe-Langenburgu, německý šlechtic (* 7. května 1794)
- 1879 – August von Fligely, rakouský důstojník a kartograf (* 26. září 1810)
- 1891 – Cecilie Bádenská, bádenská princezna a ruská velkokněžna (* 20. září 1839)
- 1895 – Pierre Zaccone, francouzský spisovatel (* 2. dubna 1817)
- 1897 – Edward Drinker Cope, americký anatom a paleontolog (* 28. července 1840)
- 1907 – Otto Leixner von Grünberg, německý spisovatel (* 24. dubna 1847)
- 1902 – Alfred Cornu, francouzský fyzik (* 6. března 1841)
- 1910 – William Graham Sumner, americký sociolog (* 30. října 1840)
- 1912 – Ernest Duchesne, francouzský lékař, průkopník výzkumu antibiotik (* 30. května 1874)
- 1920 – sv. Terezie Andská, řeholnice (* 19. června 1900)
- 1937
  - Ľudovít Labaj, československý politik, ministr, poslanec a senátor (* 11. dubna 1886)
  - Milan Srškić, předseda vlády Království Jugoslávie (* 3. února 1880)
- 1938 – Fjodor Ivanovič Šaljapin, operní pěvec-basista (* 13. února 1873)
- 1942 – Stanislav Zimprich, vojenský pilot a účastník bitvy o Británii (* 3. března 1916)
- 1945 – Franklin Delano Roosevelt, 32. prezident USA v letech 1933–1945 (* 30. ledna 1882)
- 1956 – Constantin von Mitschke-Collande, německý malíř a grafik (* 19. září 1884)
- 1960
  - Ferenc Raichle, maďarský architekt (* 23. února 1869)
  - Walter Peterhans, německý dokumentární fotograf (* 12. června 1897)
- 1963 – Kazimierz Ajdukiewicz, polský filosof, logik a sémantik (* 12. prosince 1890)
- 1966 – Janez Jalen, slovinský kněz a spisovatel (* 26. května 1891)
- 1971
  - Igor Jevgeněvič Tamm, sovětský fyzik, Nobelova cena 1958 (* 8. července 1895)
  - Wynton Kelly, americký klavírista (* 2. prosince 1931)
- 1972 – C. W. Ceram, německý novinář a spisovatel (* 20. ledna 1915)
- 1975 – Josephine Bakerová, americko-francouzská tanečnice, herečka a zpěvačka (* 3. června 1906)
- 1986 – Valentin Petrovič Katajev, sovětský spisovatel (* 28. ledna 1897)
- 1988 – Alan Paton, jihoafrický spisovatel (* 11. ledna 1903)
- 1997
  - Nechama Leibowitz, izraelská biblistka (* 3. září 1905)
  - George Wald, americký biochemik, nositel Nobelovy ceny (* 18. listopadu 1906)
- 2000 – Karol Šiška, slovenský chirurg a politik (* 19. března 1906)
- 2005 – Ehud Manor, izraelský autor písní, překladatel (* 13. července 1941)
- 2006 – Joe Van Holsbeek, ubodaný sedmnáctiletý Belgičan (* ?)
- 2008 – Patrick Hillery, prezident Irska (* 2. května 1923)
- 2012 – Andrew Love, americký saxofonista (* 21. listopadu 1941)
- 2016 – Arnold Wesker, anglický dramatik a spisovatel židovského původu (* 24. května 1932)
- 2017 – Charlie Murphy, americký herec, starší bratr Eddieho Murphyho (* 12. července 1959)
- 2020
  - Peter Bonetti, anglický fotbalový brankář (* 27. září 1941)
  - Stirling Moss, britský pilot Formule 1 (* 17. září 1929)
- 2024
  - Roberto Cavalli, italský módní návrhář (* 15. listopadu 1940)
  - Eleanor Coppola, americká dokumentaristka (* 4. května 1936)

## Svátky

### Česko
- Julius, Julián
- Konstantin
- Izák
- Socialistický kalendář – Let prvního člověka do vesmíru (Jurij Gagarin – 1961)

### Svět
- Slovensko – Estera
- Mezinárodní den kosmonautiky
- Mezinárodní den boje proti hluku
- Nepál: Nový rok Baisakh
- Mauritius: Ougadi
- Severní Karolína: Halifax Independance Day
- Bolívie: Dětský den

### Liturgický kalendář
- Sv. Julius
- Sv. Julius a Julianus

## Pranostika
| „ | Panská láska a dubnový sníh dlouho nevydrží. | “ |

| 12. duben v pražském KlementinuÚdaje jsou platné k 8. 7. 2025. | 12. duben v pražském KlementinuÚdaje jsou platné k 8. 7. 2025. | 12. duben v pražském KlementinuÚdaje jsou platné k 8. 7. 2025. |
| minimum                                                        | denní průměr                                                   | maximum                                                        |
| -------------------------------------------------------------- | -------------------------------------------------------------- | -------------------------------------------------------------- |
| −3,0 °C (1913)                                                 | 9,2 °C (od 1961)                                               | 24,8 °C (2018)                                                 |